# Нова Башкарка
Нова Башка́рка (рос. Новая Башкарка) — присілок у складі Горноуральського міського округу Свердловської області.
Населення — 95 осіб (2010, 169 у 2002).
Національний склад станом на 2002 рік: росіяни — 96 %.